# Drew Sarich

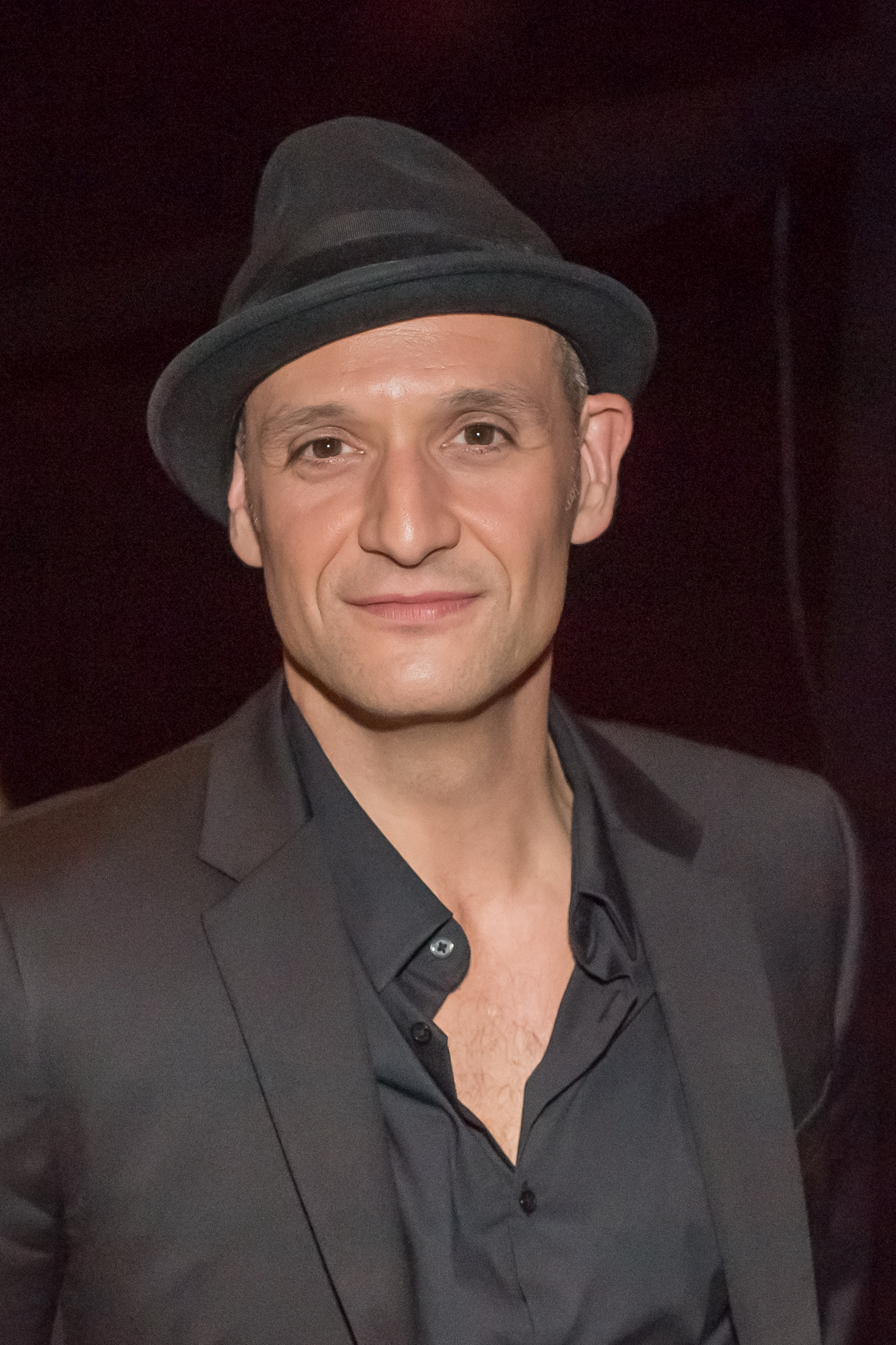
Sarich 2019

Drew Sarich (* 24. August 1975 in St. Louis, Missouri) ist ein US-amerikanischer Musicaldarsteller und Singer-Songwriter.

## Leben
Der Tenor studierte Musical Theater and Directing am Boston Conservatory, bevor er 1997 nach New York City zog. 1997 trat er in der Off-Broadway-Produktion von Tony N’ Tina’s Wedding auf, war als Background-Sänger mit Liza Minnelli auf Tour und spielte den Judas in Jesus Christ Superstar in Nyack, New York. 1999 ging er nach Berlin, um bis 2000 den Quasimodo in der Weltpremiere von Disneys Der Glöckner von Notre Dame zu spielen.
Seit dem Jahr 2000 lebt er in Wien, ist verheiratet mit der Musicaldarstellerin Ann Mandrella und Vater von zwei Kindern.
Seine wichtigsten Rollen seither sind Berger in Hair im Jahr 2000 Wien, Dracula 2005 St. Gallen, Armand und Lestat im Musical Lestat 2006 New York und San Franzisco, Jean Valjean in Les Misérables London und New York, Kronprinz Rudolf in der Welturaufführung von Rudolf Affaire Mayerling 2010 Wien, Rocky in der Welturaufführung von Rocky - Das Musical Hamburg, Jesus und Judas in Jesus Christ Superstar in Österreich und Deutschland, Graf von Krolock in Tanz der Vampire in Österreich, Deutschland und Russland. Die Rolle des Antonio Vivaldi in Vivaldi – Die fünfte Jahreszeit wurde eigens für ihn von Christian Kolonovits komponiert. Das Stück lief zwischen 2017 und 2022 regelmäßig in der Volksoper Wien. Ebenfalls an der Volksoper Wien spielte er von 2022 bis 2025 Albin/Zaza in La Cage aux Folles (Musical). Das Musical erhielt den Österreichischen Musiktheaterpreis für die beste Musical Gesamtproduktion. 2023 und 2024 schlüpft er in die Rolle der Hedwig in Hedwig and the Angry Inch im Vindobona Wien. Für seine Hauptrolle als Juanita in Kasimir und Karoline an der Staatsoper Hannover erhielt er 2024 den Deutschen Musical Theater Preis. 2025 spielt Drew Sarich Benjamin Stone an der Volksoper Wien und Frederick Trumper im Musical Chess im Stadttheater Baden.

## Auszeichnungen
- 2017: Österreichischer Musiktheaterpreis Krone Musicalpreis[2] - Für seine Rolle als Che in Evita
- 2017: Deutscher Musical Theater Preis[3][4] bester Darsteller in einer Hauptrolle für seine Rolle als Antonio Vivaldi in Vivaldi – Die Fünfte Jahreszeit an der Volksoper Wien
- 2018 BroadwayWorld Austria Award[5] für seine Rolle als Graf von Krolock in Tanz der Vampire
- 2019 BroadwayWorld Austria Award[6] für seine Rolle als Jesus in Jesus Christ Superstar
- 2020 BroadwayWorld Austria Award Vocalist of the decade[7]
- 2024 Deutscher Musical Theater Preis[8] bester Darsteller in einer Hauptrolle für seine Rolle als Juanita in Kasimir und Karoline an der Staatsoper Hannover

## Musicalrollen, Bühnenstücke, Konzerte, TV
- 1997: Donnie Dolce in Tony n’ Tina’s Wedding (Off-Broadway, New York)
- 1998: Judas in Jesus Christ Superstar (Nyack, New York)
- 1999–2000: Quasimodo in Der Glöckner von Notre Dame (Theater am Potsdamer Platz, Berlin)
- 2001–2002: Berger in Hair (Raimundtheater, Wien)
- 2002: Hedwig in Hedwig and the Angry Inch (Glashaus der Berliner Arena, Berlin)
- 2002: Cousin Kevin in The Who’s Tommy (Amstetten)
- 2002: The Juliet Letters – Dead Poet Quartet (Porgy & Bess, Wien)
- 2002: Fever (Theater Akzent, Wien)
- 2003: Lapdog 'n Wildcat (Metropol, Wien)
- 2003: Dr. Henry Jekyll / Edward Hyde in Jekyll & Hyde (Musical Dome, Köln)
- 2004: Sun / Master of Keys in Barbarella (Raimund Theater, Wien)
- 2004: Jesus in Jesus Christ Superstar (Passau und Wien)
- 2005: Judas in Jesus Christ Superstar (Amstetten)
- 2005: Jesus in Jesus Christ Superstar (Ronacher, Wien)
- 2005: Dracula in Dracula (Theater ST. Gallen, St. Gallen)
- 2005–2006: Lestat – Laurent – (u/s Lestat und Armand) in Lestat (Curran Theatre, San Francisco)
- 2006: Armand, Lestat (u/s Lestat) in Lestat (Broadway, New York)
- 2006: Grantaire (u/s Javert und Enjolras) in Les Misérables (Broadway, New York)
- 2006: Jacques Brel Is Alive and Well and Living in Paris (Off-Broadway, New York)
- 2007: Jean Valjean, Grantaire (u/s Javert und Enjolras) in Les Misérables (Broadway, New York)
- 2007–2008: Jean Valjean in Les Misérables (West End, London)
- 2008: So Jest End (Jermyn Street, London)
- 2008: Jesus in Jesus Christ Superstar (Stadthalle, Wien)
- 2009–2010: Kronprinz Rudolf in Rudolf – Affaire Mayerling (Raimund Theater, Wien)
- 2010: Che in Evita (Domplatz Open Air, Magdeburg)
- 2010: Harembab in Tutanchamun (Kairo und Alexandria)
- 2010–2011: Graf von Krolock in Tanz der Vampire (Ronacher, Wien)
- 2010–2011: The Juliet Letters, Drew Sarich and the Dead Poet Quartet (Kunstbox Seekirchen, Winterfest Salzburg, Porgy & Bess Wien, Oval Salzburg)
- 2011: Jesus in Jesus Christ Superstar (Ronacher, Wien)
- 2011–2012: Curtis Jackson in Sister Act (Ronacher, Wien)
- 2011–2012: Graf von Krolock in Tanz der Vampire (Theater des Westens, Berlin)
- 2012: Jesus in Jesus Christ Superstar (Ronacher, Wien)
- 2012–07/2012: Ugly Nina (Eigenkomposition)  (Ost Club, Brick5, Wien)
- 2012: The American in Chess in Concert (LaGuardia Arts, New York)
- 2012–2015: Rocky in Rocky – Das Musical (Operettenhaus, Hamburg)
- 2013: Phantom in Love Never Dies (Ronacher, Wien)
- 2014: Jesus in Jesus Christ Superstar (Circus Krone, München)
- 2015: Jesus in Jesus Christ Superstar (Raimundtheater, Wien)
- 2015: Classic Quadrophenia – The Who (Konzerthaus Wien)
- 2016: Ché in Evita (Ronacher, Wien)
- 2016: Solist in Messiah Rocks (Raimundtheater, Wien)
- 2016: Dr. Jekyll & Edward Hyde in Jekyll & Hyde (Zwingenberg)
- 2016: Prinz Alvar in Luna (Perchtoldsdorf)
- 2016: Jamie in The Last Five Years (Brick5, Wien)
- 2017: Jesus in Jesus Christ Superstar (First Stage Theater, Hamburg)
- 2017: Jesus in Jesus Christ Superstar (Ronacher, Wien)
- 2017–2022: Antonio Vivaldi in Vivaldi – Die fünfte Jahreszeit (Volksoper Wien)
- 2017: Solist in Falco Tribute Concert (Wiener Donauinselfest, Wien).
- 2017: Graf von Krolock in Tanz der Vampire (Ronacher, Wien)
- 2017: White Rabbit Red Rabbit (Spektakel, Wien)
- 2018: Jesus in Jesus Christ Superstar (Ronacher, Wien)
- 2018–2019: Jamie in The Last Five Years (Theatercouch, Wien)
- 2018: Graf von Krolock in Tanz der Vampire (Ronacher, Wien)
- 2018–2019: Erzähler in Blutsbrüder (Bruno, Brunn am Gebirge)
- 2018–2019: Robert Baker in Wonderful Town (Volksoper Wien)
- 2018: Graf von Krolock in Tanz der Vampire (Theatre of Musical Comedy, St. Petersburg)
- 2019: Jesus in Jesus Christ Superstar (Raimund Theater, Wien)
- 2019: Molina in Kuss der Spinnenfrau (Stadttheater Baden)
- 2019: Solist bei der Musical Gala Sylvester Levay and his Friends in Concert (Shanghai Culture Square Center)
- 2019: Solist bei Hollywood in Vienna (Konzerthaus Wien)
- 2020: Solist bei Classic & Romantic (Tainan Art Museum, Taiwan)
- 2020: Solist bei Eela Craig Missa Universalis (Brucknerhaus, Linz)
- 2020: Solist in Wir Spielen für Österreich (ORF TV)
- 2020: Helena in A Touch of Colour – Videostream (Theatercouch, Wien)
- 2020: Band Singer Dancing Stars (ORF TV)
- 2020: Daddy Brubeck, ein Guru in Sweet Charity (Volksoper Wien)
- 2021: Vocal Coach Starmania21 (ORF TV)
- 2021–2022: Wolf und Aschenputtels Prinz in Into the Woods (Volksoper Wien)
- 2021: Guido Contini in NEUN in Concert (Sommerarena Baden)
- 2021–2022: The Secret Party – Jacques Brel 1968 (Vindobona, Wien)
- 2021: Solist We Are Musical Gala (Raimund Theater, Wien)
- 2021: Band Singer Dancing Stars (ORF TV)
- 2022–2023: Albin / Zaza in La Cage aux Folles (Volksoper Wien)
- 2022: Solist bei Hollywood in Vienna (Konzerthaus Wien)
- 2022: Guido Contini in NINE (Bühne Baden)
- 2023–2024: Hedwig in Hedwig and the Angry Inch (Vindobona Wien)
- 2023: Solist in This is the Greatest Show Tour
- 2023: Jesus in Jesus Christ Superstar (Raimund Theater Wien)
- 2023: Conferencier in Cabaret (Musical) (Bühne Baden)
- 2023–24: Juanita in Kasimir und Karoline Musical (Staatsoper Hannover)[9]
- 2024: Solist in Disney in Concert Tour
- 2024: Sir Galahad, Dennis, Bibelschlagmönch, Der Schwarze Ritter, Herberts Vater in Monty Python’s Spamalot  (Bühne Baden)
- 2025: Albin / Zaza in La Cage aux Folles (Volksoper Wien)
- 2025: Benjamin Stone in Follies (Volksoper Wien)
- 2025: Band Singer Dancing Stars (ORF TV)
- 2025: Frederick Trumper in Chess (Bühne Baden)

## Diskografie

### Studioalben und EPs
- “Say It” Bassball Productions 2000
- „I.V.“ Drew Sarich and International Victim Soulmade Productions 2005
- “Silent Symphony” Endwerk Records 2011
- “Snowfall Single” Endwerk Records 2012
- “Let Him Go” Endwerk Records 2016
- “Secrets” Endwerk Records 2018
- “Hunting For Heaven” Endwerk Records 2019
- “Behave” EP Endwerk Records 2020
- “Cancel Christmas” Endwerk Records 2020
- „Wishes & Wonders“ Endwerk Records 2021
- „HILLS“ EP Statesman Sound 2022
- „Look Alive“ EP Statesman Sound 2022
- „Never with You“ EP 2023
- "Nothing to lose...But it all" Single (Everyone’s Darling) Statesman Sound 2024
- "Supervillain" Single (Everyone’s Darling) Statesman Sound 2024
- "Blisters" Single (Everyone's Darling) Statesman Sound 2024
- "Day-Glo Dolly" Single (Everyone`s Darling) Statesman Sound 2025

### Musical-Cast-CDs
- Disneys “Der Glöckner von Notre Dame” Original Cast Album 1999
- “Hair” Wiener Cast Recording 2001
- „Barbarella“ Cast Wien (Limitierte Auflage) 2004
- “Jesus Christ Superstar” 2006 Gesamtaufnahme der konzertanten Aufführung in englischer Sprache Etablissement Ronacher & Orchester der Vereinigten Bühnen Wien
- “Rudolf – Affaire Mayerling” – Cast Album 2010
- “Jesus Christ Superstar” – Live Recording 2011
- „Tut Ankh Amon The Musical“ original Cairo Cast 2011 HitSquad Records
- „Sister Act“ – Original Wien Cast 2011
- “ROCKY – Das Musical” 2012
- „Die Moulin Rouge Story“ – Studio-Cast-CD 2015
- „Luther – Rebell Gottes“ 2016
- „Luna“ Konzeptalbum 2017
- „Vivaldi – Die Fünfte Jahreszeit“ – Original Cast Recording 2017
- „Tanz der Vampire – Die 3 Grafen“ 2018
- „Musical Stars singen Levay“ – Hit Squad Records 2025

### Musical-DVDs
- „Rudolf – Affaire Mayerling“ 2010
- „Vivaldi – Die Fünfte Jahreszeit“ 2017
- „Musical Stars singen Levay“ – Hit Squad Records 2025

### Featuring Drew Sarich
- Varese Sarabande Records “Broadway sings Paul Simon” - „Bernadette“ 1998
- Fred Eisler „Camena to the Fallen“ 2005
- Rudolf - Affaire Mayerling - „I was Born to Love you“ EP  2008
- Tim Prottey Jones “More With Every Line” - „Rescue Remedy“ 2010
- Sonja Romei „Move me“ 2011
- „Come On Over“ mit Gabriela Ryffel (Mark Lanegan & Isobel Campbell Cover) 2012
- „Home, Christmas“ mit Gabriela Ryffel (Edward Sharpe and the Magnetic Zeros Cover) 2012
- Nothin’ Can Stop Me  „Made in Berlin“ Bettina Meske 2013
- Harald Baumgartner “Melancholerisch”  -  „Braucht uns net wundern“  2014
- “FALCO: Coming HomeTribute” Live vom  Donauinselfest 2017
- „Joyful!“ Drew Sarich und Wiens größter Weihnachtschor 2019
- „Die Melodie des Broadway, die Texte von Wolfgang Adenberg“ 2020
- „At the Movies“ Sound of Music Concerts 2021
- „Nautilus – Das Abenteuermusical von Ludwig Coss“ HitSquad Records PreCast 2022
- Madeleine Joel lädt zum Knef Duett - „Lass mich bei dir sein“ 2023
- „Would you call this love“ Andie Gabauer (music) featuring Drew Sarich (lyrics) 2024
- "Red Blue Sky" Miguel Kertsman, Album "Paradoxes". Vocals Drew Sarich 2025